# Svartskjeret (Sveio)
Ne doit pas être confondu avec Svartskjeret.
Svartskjeret est une île norvégienne dans le landskap Sunnhordland du comté de Vestland. Elle appartient administrativement à Sveio.

## Géographie
Rocheuse et désertique, à fleur d'eau, elle s'étend sur environ 28 m de longueur pour une largeur approximative de 24 m. 